# Березник (Вологодский район)
Березник — деревня в Вологодском районе Вологодской области.
Входит в состав Новленского сельского поселения (с 1 января 2006 года по 8 апреля 2009 года была центром Березниковского сельского поселения), с точки зрения административно-территориального деления — центр Березниковского сельсовета.

## География
Расстояние до районного центра Вологды по автодороге — 72 км, до центра муниципального образования Новленского по прямой — 12 км. Ближайшие населённые пункты — Брюхачево, Анфалово, Горка-Покровская, Сяма, Гриденское, Митенское, Дилялево.

## Население
| 2010 |
| ---- |
| 437  |

Гендерный состав
По переписи 2002 года население — 451 человек (209 мужчин, 242 женщины).

Преобладающая национальность — русские (97 %).